# Глібовицький Лонгин Михайлович
Лонгин Михайлович Глібовицький (30 жовтня 1848, с. Теляче, Австрійська імперія — 1920, м. Коломия, Польща) — український адвокат, літератор, громадський діяч. Доктор права. Син Михайла, брат Дарії, Домни (дружини Сильвестра Лепкого) і Омеляна Глібовицьких, дядько Богдана, Левка і Миколи Лепких.

## Життєпис
Лонгин Глібовицький народився 30 жовтня 1848 року в селі Телячому, нині Мирне Підгаєцької громади Тернопільського району Тернопільської области України.
Дитинство минуло у с. Крогулець Чортківського району.
Закінчив гімназію та університет в м. Чернівцях. У м. Бережани: адвокат; секретар повітової ради; діяльний у «Просвіті»; співав у хорі «Боян». Від 1909 — адвокат у Коломиї.
Автор творів у часописах «Жало» й «Оса».